# Dokument podróży
Dokument podróży – dokument, wydany przez rząd państwa lub organizację międzynarodową, stanowiący akceptowalny dowód tożsamości na potrzeby wjazdu do innego kraju. Najczęściej mają formę paszportów, które przysługują obywatelom. Oprócz tego istnieją dokumenty podróży, stwierdzające tożsamość osób, nieposiadających obywatelstwa kraju wydającego dokument.

## Paszport nansenowski
Tzw. paszport nansenowski został wprowadzony w 1922 r. z inicjatywy Fridtjofa Nansena, komisarza Ligi Narodów do spraw uchodźców. Do czasu ich wycofania w 1942 r. były uznawane przez ponad 50 państw i wydano je 450 tys. osobom.

## Konwencja z 28 lipca 1951 r.
W dniu 28 lipca 1951 r. przyjęto Konwencję dotyczącą statusu uchodźców. 146 państw stron tej Konwencji są zobowiązane do wydawania dokumentów podróży uchodźcom, którzy zgodnie z prawem mają pobyt na ich terytorium.

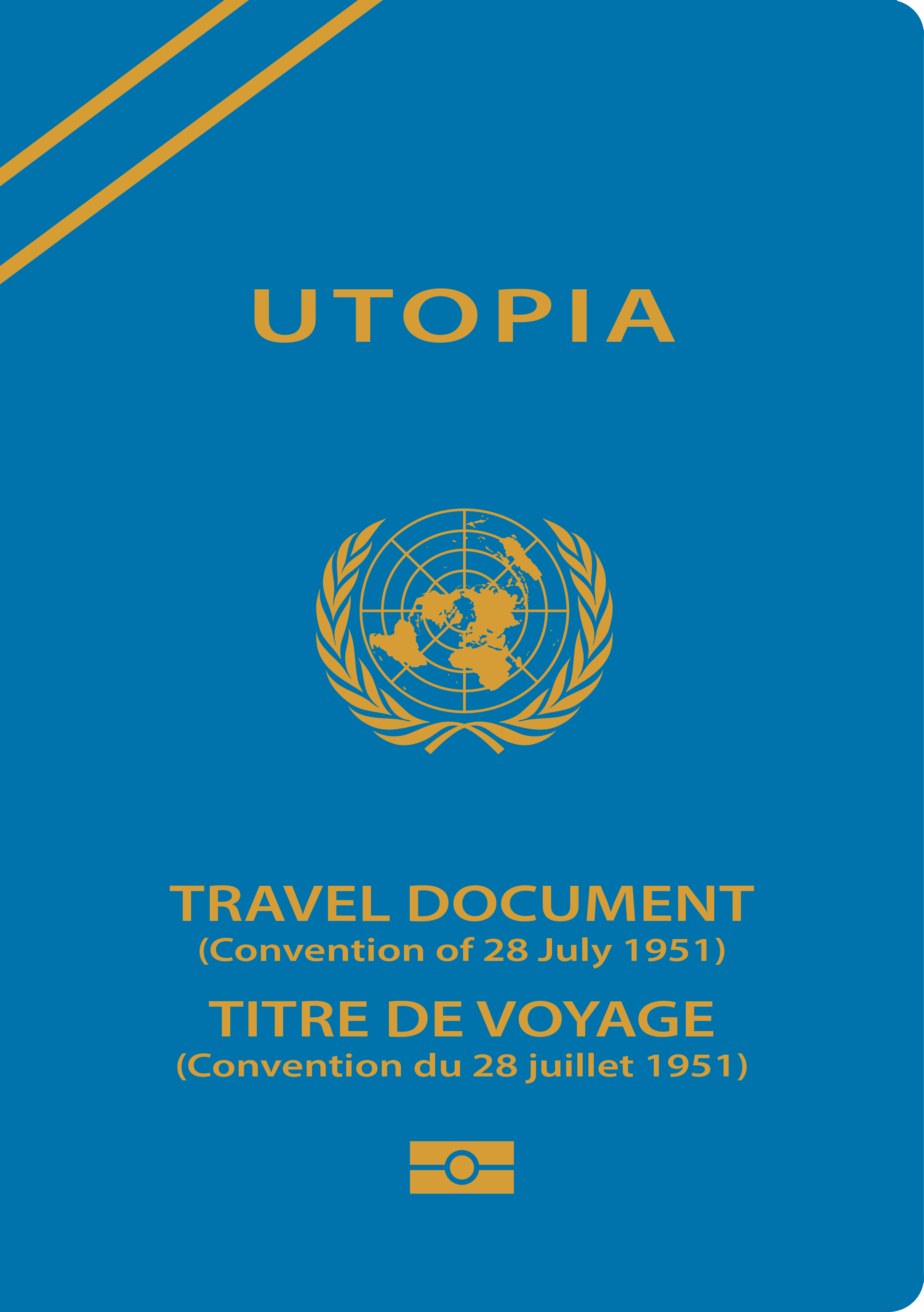
Przykładowy dokument podróży dla uchodźcy, zgodny z Konwencją z 28 lipca 1951 r.

Okładka dokumentu dla uchodźców powinna zawierać napis: „Dokument podróży (Konwencja z 28 lipca 1951 r.)”. Napis ten powinien być umieszczony w języku kraju wydającego dokument, a także przynajmniej w języku angielskim lub francuskim. Zaleca się również umieszczenie nazwy kraju wydającego dokument na przedniej okładce; dodanie godła narodowego jest opcjonalne. Rekomendowane jest stosowanie niebieskiej okładki oraz dodania dwóch czarnych, ukośnych pasków w lewym górnym rogu przedniej okładki.

## Konwencja z 28 sierpnia 1954 r.
W dniu 28 sierpnia 1954 r. przyjęto Konwencję o statusie bezpaństwowców, mającą na celu zapewnienie bezpaństwowcom pełnego korzystania z podstawowych praw i swobód, a także uregulowanie ich statusu na poziomie międzynarodowym. W 2024 r. jej stronami jest 98 państw.

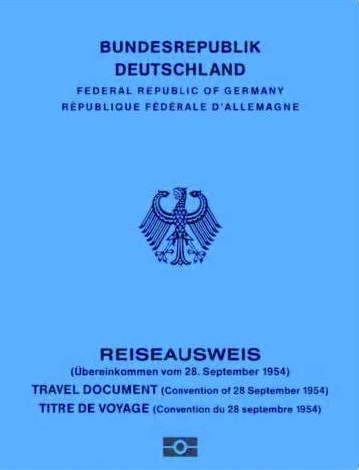
Niemiecki dokument podróży dla bezpaństwowcy, zgodny z Konwencją z 28 sierpnia 1954 r.

Państwa strony tej Konwencji wydają dokumenty podróży bezpaństwowcom, którzy legalnie przebywają na ich terytorium, umożliwiające im podróżowanie poza jego granice, chyba że istotne przyczyny z zakresu bezpieczeństwa narodowego lub porządku publicznego stanowią inaczej. Państwa strony mogą również wydać dokument podróży innemu bezpaństwowcowi przebywającemu na ich terytorium; szczególne wsparcie udzielane jest w przypadku wydawania takich dokumentów bezpaństwowcom, którzy nie mogą uzyskać dokumentu podróży w kraju swojego prawnego miejsca zamieszkania. Na okładce dokumentu powinien być umieszczony napis „Dokument podróży (Konwencja z 28 sierpnia 1954 r.)” w języku kraju wydającego oraz przynajmniej w języku angielskim lub francuskim.
Inne dokumenty podróży można także uzyskać w państwach, niebędących stronami tej Konwencji, m.in. w Polsce.

## Uchodźcy palestyńscy
Wiele krajów arabskich, m.in. Egipt, Jordania, Liban, Libia, Arabia Saudyjska i Syria wydają specjalne dokumenty podróży dla uchodźców pochodzenia palestyńskiego, ponieważ jedynie Jordania nadała im kiedykolwiek obywatelstwo. Przyznanie tych dokumentów nie jest jednak objęte postanowieniami Konwencji z 28 lipca 1951 roku.
Palestyńczycy mający stały pobyt w Izraelu, niebędący jego obywatelami, mogą ubiegać się o izraelski dokument podróży lub o paszport wydawany przez Palestyńskie Władze Narodowe.

## Przepustki
Przepustka (fr. Laissez-passer) – dokument podróży o ograniczonej ważności (np. ważny tylko na podróż w jedną stronę), który zazwyczaj wydawany jest tylko w wyjątkowych okolicznościach. Przepustki swoim funkcjonariuszy przyznaje m.in. Organizacja Narodów Zjednoczonych. Są one uznawane za ważne dokumenty podróży przez wszystkie państwa członkowskie, wnioski o wizy dla ich posiadaczy muszą być rozpatrywane priorytetowo, a sekretarz generalny oraz wysocy rangą przedstawiciele korzystają z przywilejów dyplomatycznych.

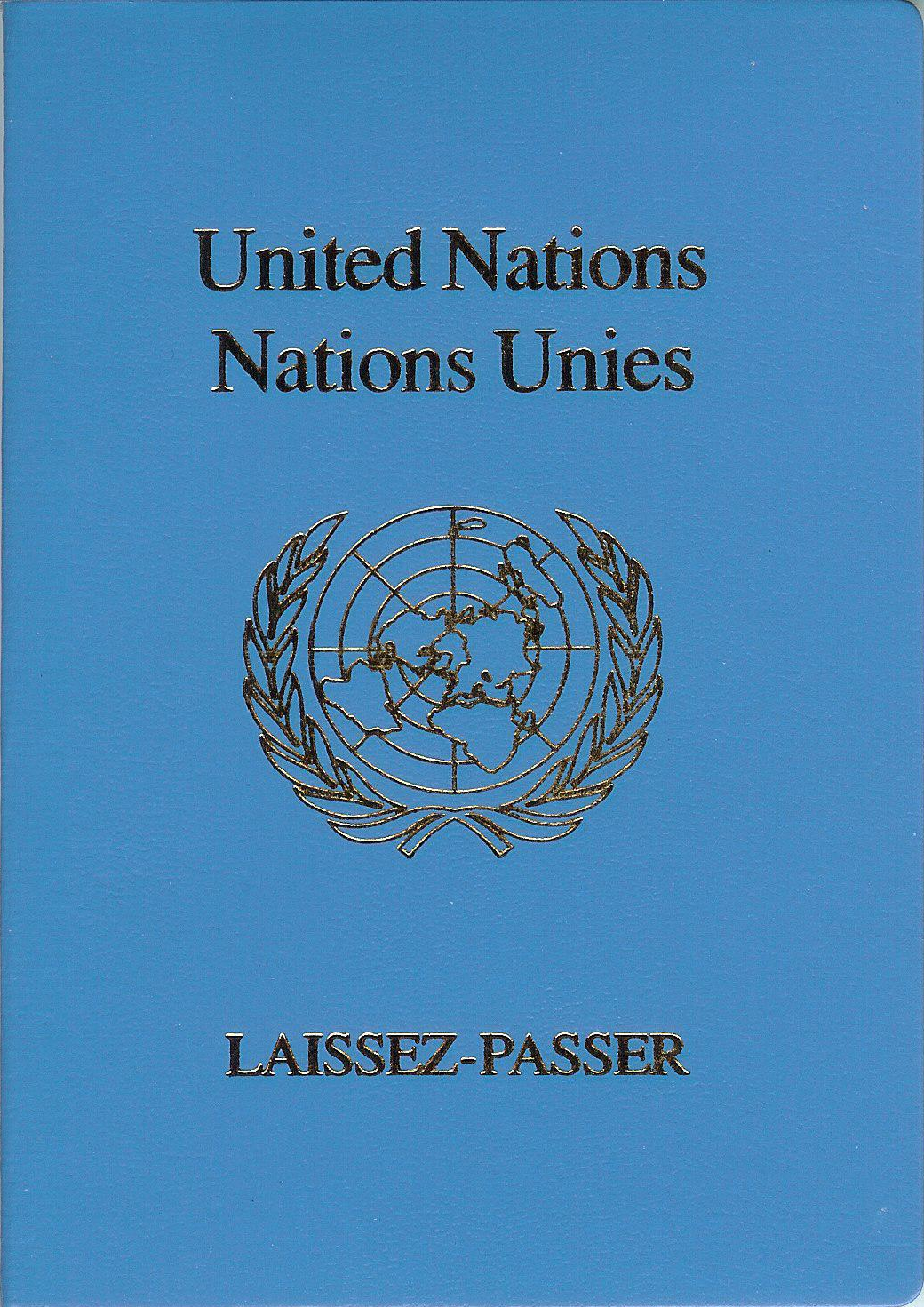
Niebieska przepustka Organizacji Narodów Zjednoczonych

Istnieje także przepustka Unii Europejskiej, przysługująca jej przedstawicielom i pracownikom o zasięgu międzynarodowym, a także członkom ich rodzin, pod pewnymi warunkami.